# Murilo Rua
Murilo Milani Rua, mais conhecido como Murilo Rua ou Murilo "Ninja" Rua (Curitiba, 22 de maio de 1980) é um ex-lutador de MMA brasileiro, especialista em Muay Thai e Jiu-jitsu brasileiro e é irmão do lutador peso meio pesado do UFC Maurício "Shogun" Rua. Já foi campeão meio médio do EliteXC, título que conquistou ao vencer o americano Joey Villaseñor.

## Carreira no MMA
Murilo Rua tem um Cartel de no total 34 Lutas, sendo assim 20 Vitórias 13 Derrotas e 1 Empate, Murilo tem 9 Vitórias por Nocaute/Nocaute Técnico, 9 por Finalização e 2 por Decisão e 7 Derrotas por Nocaute/Nocaute Técnico e 6 por Decisão.

### Pride Fighting Championships
Murilo estreou no Pride no dia 24 de setembro de 2001,lutou contra Daijiro Matsui, Murilo venceu a luta aos 51 segundos do terceiro round por nocaute técnico com chute de futebol na cabeça e pisões.
Sua segunda luta no Pride foi no dia 03 de novembro de 2001 contra o lutador americano Dan Henderson mas perdeu por decisão dividida.
No dia 23 de dezembro de 2001 Murilo lutou contra o lutador brasileiro Alex Andrade e ganhou por decisão unânime. Dia 28 de abril de 2002 Murilo lutou contra o brasileiro Mario Sperry e Rua ganhou também por decisão unânime.
No dia 24 de 2002 lutou contra o brasileiro Ricardo Arona mas Murilo Rua perdeu por decisão unânime.
Pride 24 dia 23 de dezembro Rua lutou contra Kevin Randleman mas acabou perdendo devido a um corte.
31 de dezembro de 2003 Rua lutou contra Akira Shoji e ganhou por Nocaute executando uma joelhada voadora.
Pride 27 - Inferno Rua lutou contra Alexander Otsuka e ganhou por finalização fazendo um katagatame.
Pride FC - Total Elimination 2004 Murilo Rua lutou contra o lutador Sergei Kharitonov mas acabou perdendo por nocaute após tomar vários socos na cabeça.
Pride 29 - Fists of Fire Rua lutou contra o americano Quinton "Rampage" Jackson mas acabou perdendo por decisão divida.
Pride 30 Murilo Rua lutou contra o lutador Murad Chunkaiev e ganhou por finalização fazendo uma chave de tornozelo.
2 de abril 2006 Pride - Bushido 10 Rua lutou contra brasileiro Paulo Filho, mas perdeu por decisão unânime.
Rua fez sua ultima luta no Pride no dia 04 de junho de 2006 contra o lutador Denis Kang, mas perdeu por Nocaute.

### Cage Rage
Murilo Rua fez sua estreia no Cage Rage no dia 30 de setembro de 2006 lutou contra Mark Weir e venceu por finalização executando um katagatame.
Cage Rage 21 dia 21 de abril de 2007 Rua lutou contra o inglês Alex Reid e ganhou por Nocaute Técnico após Alex Reid sofrer um corte na Canela.
Cage Rage 24 dia 1 de dezembro 2007 Rua lutou contra Xavier Foupa-Pokam e ganhou por finalização com um mata-leão.

### Strikeforce
Rua lutou apenas uma vez no Strikeforce ele lutou contra o americano Joey Villaseñor e venceu por nocaute desferindo socos. Neste mesmo evento, ganhou o cinturão meio médio inaugural do EliteXC.

## Cartel no MMA
| Cartel no MMA   |             |             |
| 34 lutas        | 20 vitórias | 13 derrotas |
| Por nocaute     | 9           | 7           |
| Por finalização | 9           | 0           |
| Por decisão     | 2           | 6           |
| Empates         | 1           | 1           |

| Res.    | Cartel  | Oponente               | Método                                    | Evento                           | Data       | Round | Tempo | Local                 | Notas                                                                      |
| ------- | ------- | ---------------------- | ----------------------------------------- | -------------------------------- | ---------- | ----- | ----- | --------------------- | -------------------------------------------------------------------------- |
| Derrota | 20-13-1 | Paulo Filho            | Nocaute Técnico (socos)                   | BOTB - Filho vs. Ninja           | 06/09/2012 | 1     | 0:47  | Belém                 |                                                                            |
| Derrota | 20-12-1 | Tom Watson             | Nocaute Técnico (chute na cabeça e socos) | BAMMA 6                          | 21/05/2011 | 3     | 2:06  | Londres               |                                                                            |
| Derrota | 20-11-1 | Roy Boughton           | Decisão (unânime)                         | W-1 MMA 6                        | 23/11/2010 | 3     | 5:00  | Halifax, Nova Escócia |                                                                            |
| Vitória | 20-10-1 | Jeremy May             | Finalização (guilhotina)                  | Impact FC 2                      | 18/07/2010 | 1     | 4:12  | Sydney                |                                                                            |
| Vitória | 19-10-1 | Arturo Arcemendes      | Finalização (triangulo de braço)          | Bitetti Combat 7                 | 28/05/2010 | 1     | 1:27  | Rio de Janeiro        |                                                                            |
| Vitória | 18-10-1 | Jason Jones            | Nocaute Técnico (socos)                   | Bitetti Combat 5                 | 12/12/2009 | 2     | 3:20  | Barueri               |                                                                            |
| Vitória | 17-10-1 | Alex Stiebling         | Nocaute Técnico (chute na cabeça e socos) | Bitetti Combat 4                 | 12/09/2009 | 1     | 0:39  | Rio de Janeiro        |                                                                            |
| Derrota | 16-10-1 | Riki Fukuda            | Decisão (unânime)                         | Dream 8                          | 05/04/2009 | 2     | 5:00  | Nagoya                |                                                                            |
| Derrota | 16-9-1  | Benji Radach           | Nocaute Técnico (socos)                   | EliteXC: Heat                    | 04/11/2008 | 2     | 2:31  | Sunrise, Alaska       |                                                                            |
| Vitória | 16-8-1  | Tony Bonello           | Nocaute Técnico (socos)                   | EliteXC: The Return of the King  | 14/06/2008 | 1     | 3:15  | Honolulu, Hawaii      |                                                                            |
| Vitória | 15-8-1  | Xavier Foupa-Pokam     | Finalização (mata leão)                   | Cage Rage 24                     | 01/12/2007 | 2     | 3:47  | Londres               |                                                                            |
| Derrota | 14-8-1  | Robbie Lawler          | Nocaute (socos)                           | EliteXC: Uprising                | 15/09/2007 | 3     | 2:04  | Honolulu, Hawaii      | Perdeu o cinturão meio médio do EliteXC.                                   |
| Vitoria | 14-7-1  | Joey Villasenor        | Nocaute Técnico (socos)                   | Strikeforce: Shamrock vs. Baroni | 22/06/2007 | 2     | 1:05  | San José, Califórnia  | Estreia no Strikeforce, Ganhou o cinturão meio médio inaugurau do EliteXC. |
| Vitória | 13-7-1  | Alex Reid              | Nocaute Técnico (corte na canela)         | Cage Rage 21                     | 21/04/2007 | 1     | 0:28  | Londres               |                                                                            |
| Vitória | 12-7-1  | Mark Weir              | Finalização (triângulo de braço)          | Cage Rage 18                     | 30/09/2006 | 2     | 1:15  | Londres               | Estreia no Cage Rage                                                       |
| Derrota | 11-7-1  | Denis Kang             | Nocaute (socos)                           | Pride Bushido 11                 | 04/06/2006 | 1     | 0:15  | Saitama               |                                                                            |
| Derrota | 11-6-1  | Paulo Filho            | Decisão (unânime)                         | Pride Bushido 10                 | 02/04/2006 | 2     | 5:00  | Tóquio                |                                                                            |
| Vitória | 11-5-1  | Murad Chunkaiev        | Finalização (chave de tornozelo)          | Pride 30                         | 23/10/2005 | 1     | 3:31  | Saitama               |                                                                            |
| Derrota | 10-5-1  | Quinton Jackson        | Decisão (dividida)                        | Pride 29                         | 20/02/2005 | 3     | 5:00  | Saitama               |                                                                            |
| Derrota | 10-4-1  | Sergei Kharitonov      | Nocaute (socos)                           | Pride Total Elimination 2004     | 25/04/2004 | 1     | 4:14  | Saitama               |                                                                            |
| Vitória | 10-3-1  | Alexander Otsuka       | Finalização (triângulo de braço)          | Pride 27                         | 01/02/2004 | 1     | 1:25  | Osaka                 |                                                                            |
| Vitória | 9-3-1   | Akira Shoji            | Nocaute (joelhada voadora)                | Pride Shockwave 2003             | 31/12/2003 | 1     | 2:24  | Saitama               |                                                                            |
| Derrota | 8-3-1   | Kevin Randleman        | Nocaute Técnico (corte)                   | Pride 24                         | 23/12/2002 | 3     | 5:00  | Fukuoka               |                                                                            |
| Derrota | 8-2-1   | Ricardo Arona          | Decisão (unânime)                         | Pride 23                         | 24/11/2002 | 3     | 5:00  | Tóquio                |                                                                            |
| Vitória | 8-1-1   | Mario Sperry           | Decisão (unânime)                         | Pride 20                         | 28/04/2002 | 3     | 5:00  | Yokohama              |                                                                            |
| Vitória | 7-1-1   | Alex Andrade           | Decisão (unânime)                         | Pride 18                         | 23/11/2001 | 3     | 5:00  | Fukuoka               |                                                                            |
| Derrota | 6-1-1   | Dan Henderson          | Decisão (dividida)                        | Pride 17                         | 03/12/2001 | 3     | 5:00  | Tóquio                |                                                                            |
| Vitória | 6-0-1   | Daijiro Matsui         | Nocaute Técnico (tiro de meta e pisões)   | Pride 16                         | 24/09/2001 | 3     | 0:51  | Osaka                 | Estreia no Pride                                                           |
| Vitória | 5-0-1   | Rogerio Sagate         | Finalização (americana)                   | Meca World Vale Tudo 5           | 09/06/2001 | 1     | 3:54  | Curitiba              |                                                                            |
| Empate  | 4-0-1   | Akihiro Gono           | Empate                                    | Shooto - To The Top 4            | 01/05/2001 | 3     | 5:00  | Tóquio                |                                                                            |
| Vitória | 4-0     | Leopoldo Serao         | Nocaute Técnico (interrupção médica)      | Meca World Vale Tudo 4           | 16/12/2000 | 1     | 7:00  | Curitiba              |                                                                            |
| Vitória | 3-0     | Luiz Claudio das Dores | Nocaute Técnico (interrupção do árbitro)  | Meca World Vale Tudo 3           | 14/11/2000 | 1     | 3:00  | Curitiba              |                                                                            |
| Vitória | 2-0     | Israel Albuquerque     | Finalização (lesão no ombro)              | Meca World Vale Tudo 2           | 12/08/2000 | 1     | 1:36  | Curitiba              |                                                                            |
| Vitória | 1-0     | Adriano Verdelli       | Finalização (triangulo)                   | Meca World Vale Tudo 1           | 27/05/2000 | 1     | 3:08  | Curitiba              |                                                                            |